# Noches sin luna
"Noches sin luna" es una canción de Thalía, lanzada como cuarto sencillo de su quinto álbum de estudio Amor a la mexicana.
Esta canción llegó a ocupar el primer lugar de popularidad en el verano del año de 1998 en México, algunos países de Latinoamérica y de Europa. [cita requerida]
Existe una versión en portugués de este tema, titulado como: "Noites sem lua", del cual existen varias versiones en Spotify de Grupos Brasileños.
No cuenta con video oficial.
En su gira "Thalia Latina Love Tour" de 2016, fue una de las canciones presentes en la apertura del concierto y fue cantada en su gira del 2004 High Voltage Tour.

## Single
1. Noches Sin Luna (Album Version) - 3:58

## Posiciones en listas
| Lista (1998)                       | Máxima posición |
| ---------------------------------- | --------------- |
| Colombia Singles                   | 1               |
| México Top 100                     | 1               |
| Chile Top 100                      | 1               |
| Grecia radiodifusión               | 1               |
| España Los 40 principales          | 1               |
| Italia Singles                     | 2               |
| Argentina Singles                  | 1               |
| Francia Singles                    | 75              |
| Turquía BDS Airplay                | 9               |
| EE. UU. Billboard Hot Latin Tracks | 1               |
| Bolivia Singles                    | 1               |

## Versiones oficiales
1. Noches Sin Luna (Album Version) - 3:58
2. Noches Sin Luna (Banda Version) - 3:48
3. Noites Sem Lua (Portugues versión)- 3:58